# 2013 en Nouvelle-Calédonie
- 1960
- 1970
- années 1980
  - 1980
  - 1981
  - 1982
  - 1983
  - 1984
  - 1985
  - 1986
  - 1987
  - 1988
  - 1989
- 1990
- 2000
- 2010
- 2020

Cet article présente les faits marquants de l'année 2013 en Nouvelle-Calédonie.

## Évènements
- 2 janvier : le cyclone Freda frappe la Nouvelle-Calédonie, faisant au moins un mort[1].
- 15 mai : À l'appel des principaux syndicats, une grève générale débute en Nouvelle-Calédonie, accompagnée d'une manifestation. Les grévistes protestent contre les prix des denrées dans les supermarchés, arguant que ces derniers s'octroient une marge de bénéfice excessive[2]. La grève s'achève par un accord de baisse et de gel des prix le 27 mai[3].